# Mistrzostwa Świata Juniorów w Saneczkarstwie 2025
40. Mistrzostwa Świata Juniorów w Saneczkarstwie 2025 odbyły się w dniach 1–2 lutego 2025 r. w szwajcarskim Sankt Moritz. Zawodnicy rywalizowali w pięciu konkurencjach: jedynkach kobiet, jedynkach mężczyzn, dwójkach kobiet, dwójkach mężczyzn oraz w rywalizacji drużynowej.
Klasyfikację medalową wygrała reprezentacja Niemiec, która zdobyła dwa tytuły mistrzowskie i jednocześnie najwięcej medali.

## Terminarz
| Data          | Miejscowość  | Konkurencja       | Złoto                                                                        | Srebro                                                            | Brąz                                                                                     |
| ------------- | ------------ | ----------------- | ---------------------------------------------------------------------------- | ----------------------------------------------------------------- | ---------------------------------------------------------------------------------------- |
| 1 lutego 2025 | Sankt Moritz | Jedynki kobiet    | Margita Sirsniņa                                                             | Josephine Buse                                                    | Antonia Pietschmann                                                                      |
| 1 lutego 2025 | Sankt Moritz | Dwójki kobiet     | Niemcy Elisa-Marie Storch · Pauline Patz                                     | Włochy Alexandra Oberstolz · Katharina Kofler                     | Niemcy Sarah Pflaume · Lina Peterseim                                                    |
| 1 lutego 2025 | Sankt Moritz | Dwójki mężczyzn   | Niemcy Silas Sartor · Liron Raimer                                           | Niemcy Louis Grünbeck · Maximilian Kührt                          | Łotwa Raimonds Baltgalvis · Uldis Jakseboga                                              |
| 2 lutego 2025 | Sankt Moritz | Jedynki mężczyzn  | Paul Socher                                                                  | Marco Leger                                                       | Noah Kallan                                                                              |
| 2 lutego 2025 | Sankt Moritz | Sztafeta mieszana | Austria Annina Grundböck · Paul Socher · Johannes Scharnagl · Moritz Schiegl | Niemcy Josephine Buse · Marco Leger · Silas Sartor · Liron Raimer | Łotwa Margita Sirsniņa · Edvards Marts Markitāns · Raimonds Baltgalvis · Uldis Jakseboga |

## Wyniki

### Jedynki kobiet
| Pozycja | Zawodniczka         | Reprezentacja | 1. ślizg | 2. ślizg | Suma     | Strata |
| ------- | ------------------- | ------------- | -------- | -------- | -------- | ------ |
|         | Margita Sirsniņa    | Łotwa         | 55.723   | 55.436   | 1:51.159 | —      |
|         | Josephine Buse      | Niemcy        | 55.594   | 55.597   | 1:51.191 | +0.032 |
|         | Antonia Pietschmann | Niemcy        | 55.676   | 55.604   | 1:51.280 | +0.121 |
| 4.      | Annina Grundböck    | Austria       | 55.846   | 55.819   | 1:51.665 | +0.506 |
| 5.      | Laura Koch          | Niemcy        | 55.719   | 55.999   | 1:51.718 | +0.559 |
| 6.      | Alexandra Oberstolz | Włochy        | 56.007   | 55.746   | 1:51.753 | +0.594 |
| 7.      | Marie Riedl         | Austria       | 55.870   | 56.011   | 1:51.881 | +0.722 |
| 8.      | Selīna Zvilna       | Łotwa         | 55.966   | 56.105   | 1:52.071 | +0.912 |
| 9.      | Viktoria Gasser     | Austria       | 56.017   | 56.060   | 1:52.077 | +0.918 |
| 10.     | Helena Trampe       | Niemcy        | 56.016   | 56.089   | 1:52.105 | +0.946 |
|         |                     |               |          |          |          |        |
| 14.     | Emilia Nosal        | Polska        | 56.320   | 56.384   | 1:52.704 | +1.545 |
| 16.     | Oliwia Dawidowska   | Polska        | 56.730   | 56.761   | 1:53.491 | +2.332 |

### Jedynki mężczyzn
| Pozycja | Zawodnik          | Reprezentacja | 1. ślizg | 2. ślizg | Suma     | Strata |
| ------- | ----------------- | ------------- | -------- | -------- | -------- | ------ |
|         | Paul Socher       | Austria       | 1:10.133 | 1:09.980 | 2:20.113 | —      |
|         | Marco Leger       | Niemcy        | 1:10.236 | 1:10.000 | 2:20.236 | +0.123 |
|         | Noah Kallan       | Austria       | 1:10.397 | 1:09.996 | 2:20.393 | +0.280 |
| 4.      | Lukas Peccei      | Włochy        | 1:10.682 | 1:10.301 | 2:20.983 | +0.870 |
| 5.      | Fabio Zauser      | Austria       | 1:10.798 | 1:10.274 | 2:21.072 | +0.959 |
| 6.      | Leon Haselrieder  | Włochy        | 1:10.801 | 1:10.553 | 2:21.354 | +1.241 |
| 7.      | Hannes Röder      | Niemcy        | 1:10.933 | 1:10.489 | 2:21.422 | +1.309 |
| 8.      | Christián Bosman  | Słowacja      | 1:11.013 | 1:10.827 | 2:21.840 | +1.727 |
| 9.      | Niklas Zehner     | Niemcy        | 1:11.154 | 1:11.070 | 2:22.224 | +2.111 |
| 10.     | Philipp Brunner   | Włochy        | 1:11.595 | 1:10.875 | 2:22.470 | +2.357 |
|         |                   |               |          |          |          |        |
| 15.     | Arkadiusz Trojga  | Polska        | 1:11.896 | 1:11.822 | 2:23.718 | +3.605 |
| 18.     | Michał Gancarczyk | Polska        | 1:12.279 | 1:12.245 | 2:24.524 | +4.411 |
| 23.     | Bartosz Dybalski  | Polska        | 1:13.044 | 1:12.723 | 2:25.767 | +5.654 |
| 24.     | Karol Warzybok    | Polska        | 1:12.992 | 1:13.657 | 2:26.649 | +6.536 |

### Dwójki kobiet
| Pozycja | Zawodniczki                           | Reprezentacja | 1. ślizg | 2. ślizg | Suma     | Strata |
| ------- | ------------------------------------- | ------------- | -------- | -------- | -------- | ------ |
|         | Elisa-Marie Storch Pauline Patz       | Niemcy        | 56.296   | 56.114   | 1:52.410 | —      |
|         | Alexandra Oberstolz Katharina Kofler  | Włochy        | 56.353   | 56.533   | 1:52.886 | +0.476 |
|         | Sarah Pflaume Lina Peterseim          | Niemcy        | 56.592   | 57.655   | 1:54.247 | +1.837 |
| 4.      | Natasza Chytrenko Wiktorija Kowal     | Ukraina       | 57.066   | 57.294   | 1:54.360 | +1.950 |
| 5.      | Amanda Ogorodņikova Selīna Zvilna     | Łotwa         | 57.629   | 56.959   | 1:54.588 | +2.178 |
| 6.      | Lina Riedl Anna Lerch                 | Austria       | 56.911   | 58.121   | 1:55.032 | +2.622 |
| 7.      | Viktória Praxová Desana Špitzová      | Słowacja      | 57.488   | 58.104   | 1:55.592 | +3.182 |
| 8.      | Zuzanna Jędrzejczyk Oliwia Dawidowska | Polska        | 58.720   | 57.404   | 1:56.124 | +3.714 |

### Dwójki mężczyzn
| Pozycja | Zawodnicy                             | Reprezentacja | 1. ślizg | 2. ślizg | Suma     | Strata |
| ------- | ------------------------------------- | ------------- | -------- | -------- | -------- | ------ |
|         | Silas Sartor Liron Raimer             | Niemcy        | 55.038   | 55.240   | 1:50.278 | —      |
|         | Louis Grünbeck Maximilian Kührt       | Niemcy        | 55.169   | 55.209   | 1:50.378 | +0.100 |
|         | Raimonds Baltgalvis Uldis Jakseboga   | Łotwa         | 55.460   | 55.131   | 1:50.591 | +0.313 |
| 4.      | Johannes Scharnagl Moritz Schiegl     | Austria       | 55.592   | 55.323   | 1:50.915 | +0.637 |
| 5.      | Bruno Mick Viktor Varga               | Słowacja      | 55.620   | 55.653   | 1:51.273 | +0.995 |
| 6.      | Jānis Gruzdulis-Borovojs Leo Lusts    | Łotwa         | 56.020   | 56.267   | 1:52.287 | +2.009 |
| 7.      | Maksym Panczuk Andrij Muc             | Ukraina       | 56.627   | 56.199   | 1:52.826 | +2.548 |
| 8.      | Patryk Prechitko Maksymilian Gutowski | Polska        | 58.230   | 1:00.493 | 1:58.723 | +8.445 |

### Sztafeta mieszana
| Pozycja | Zawodnicy                                                                    | Reprezentacja | Czas     | Strata |
| ------- | ---------------------------------------------------------------------------- | ------------- | -------- | ------ |
|         | Annina Grundböck/Paul Socher/Johannes Scharnagl/Moritz Schiegl               | Austria       | 2:45.519 | —      |
|         | Josephine Buse/Marco Leger/Silas Sartor/Liron Raimer                         | Niemcy        | 2:46.015 | +0.496 |
|         | Margita Sirsniņa/Edvards Marts Markitāns/Raimonds Baltgalvis/Uldis Jakseboga | Łotwa         | 2:47.450 | +1.931 |
| 4.      | Viktória Praxová/Christián Bosman/Bruno Mick/Viktor Varga                    | Słowacja      | 2:48.036 | +2.517 |
| 5.      | Anna Szkret/Danyjił Marcinowski/Maksym Panczuk/Andrij Muc                    | Ukraina       | 2:48.461 | +2.942 |
| 6.      | Emilia Nosal/Arkadiusz Trojga/Patryk Prechitko/Maksymilian Gutowski          | Polska        | 2:49.896 | +4.377 |

## Klasyfikacja medalowa
| Miejsce | Państwo |   |   |   | Razem |
| ------- | ------- | - | - | - | ----- |
| 1.      | Niemcy  | 2 | 4 | 2 | 7     |
| 2.      | Austria | 2 | 0 | 1 | 3     |
| 3.      | Łotwa   | 1 | 0 | 2 | 3     |
| 4.      | Włochy  | 0 | 1 | 0 | 1     |